# Françoise Combes
Pour les articles homonymes, voir Combes.
Françoise Combes, née le 12 août 1952 à Montpellier, est une astrophysicienne française, titulaire de la chaire « Galaxies et cosmologie » au Collège de France et présidente de l’Académie des sciences pour 2025-2026.
Après avoir travaillé à l'École normale supérieure de 1975 à 1989, elle est astronome à l'Observatoire de Paris de 1989 à 2014. En parallèle, elle fait partie de plusieurs conseils d'institutions et de programmes scientifiques. Titulaire de nombreux prix et décorations honorifiques, elle est membre de l'Académie des sciences  depuis 2004 et titulaire de la chaire Galaxies et Cosmologie depuis 2014. Elle est élue vice présidente  pour la période 2023-2024 et élue présidente pour la période 2025-2026.
Ses travaux portent essentiellement sur la physique galactique, c'est-à-dire sur la formation, l'évolution et la composition des galaxies. Ses recherches s'appuient à la fois sur des observations astronomiques et des simulations numériques théoriques. Elle s'intéresse également à la matière noire et étudie ses différents modèles et alternatives.

## Biographie

### Enfance et formation
Françoise Combes est née en août 1952 à Montpellier, d'un père militaire et d'une mère au foyer. Elle grandit entre la Nouvelle-Calédonie, Tahiti et l'Algérie, et se passionne pour la physique,,,.
Après deux années de classes préparatoires aux grandes écoles (CPGE) à Montpellier, elle intègre l'École normale supérieure de jeunes filles où elle obtient un diplôme d'études approfondies (DEA) de physique. Elle soutient ensuite une thèse de doctorat de 3e cycle à l'université Paris-Diderot (Paris-VII) sur les modèles d'univers symétriques de matière/antimatière. En 1975, elle passe l'agrégation de sciences physiques. Elle se passionne ensuite pour l'astronomie et obtient un doctorat d'État en astrophysique avec une thèse sur la dynamique et la structure des galaxies,,,,.

### Carrière
Elle commence sa carrière en 1975 comme enseignante-chercheuse et maître de conférences à l'ENS. À partir de 1983, elle est également chargée de cours à l'université Pierre-et-Marie-Curie (Paris-VI). En 1985, elle devient sous-directrice du laboratoire de physique à l'ENS. Puis, en 1989, elle obtient un poste d'astronome à l'Observatoire de Paris qu'elle conserve jusqu' à sa nomination au Collège de France en 2014,,,. Ses recherches l'amènent à se déplacer dans divers observatoires à travers le monde tels que l'observatoire McDonald et l'observatoire de Kitt Peak aux États-Unis, le radiotélescope de Pico Veleta en Espagne, l'observatoire radio de Nobeyama au Japon, et l'interféromètre du plateau de Bure en France. Mais grâce aux progrès technologiques, elle peut désormais piloter certains télescopes depuis son bureau ou demander des observations aux personnes sur place,.
En parallèle de ses recherches, elle est membre de plusieurs conseils d'institutions et de programmes scientifiques : le Conseil national des astronomes et physiciens (CNAP) à partir de 1989, le Conseil scientifique en astronomie (CSA) de 1999 à 2006, le conseil du Programme physique et chimie du milieu interstellaire (PCMI) de 2000 à 2004, le conseil de la Société française d'astronomie et d'astrophysique (SF2A) de 2000 à 2008, le Conseil scientifique - Sciences de l'univers du CNRS de 2001 à 2006, et le conseil du Programme national de cosmologie de 2002 à 2006. De plus, elle en préside plusieurs autres : le Programme national galaxies (PNG) du CNRS de 2001 à 2008, la Société française d'astronomie et d'astrophysique (SF2A) de 2002 à 2004, le Comité national français d'astronomie (CNFA) de 2005 à 2007, et le Comité français des unions scientifiques internationales (Cofusi) de 2009 à 2015,,.
Elle est également éditrice de la revue scientifique européenne Astronomy and Astrophysics depuis 2003.
Le 30 novembre 2004, elle est la première femme astronome à être élue à l'Académie des sciences,. Elle est faite chevalier de l'ordre national de la Légion d'honneur le 9 novembre 2006 puis est promue au rang de commandeure par décret du 14 juillet 2025.
En 2014, elle est nommée professeure titulaire de la nouvelle chaire « Galaxies et cosmologie » au Collège de France. C'est la première fois qu'une femme décroche une chaire d'astrophysique dans cette institution. Elle donne sa leçon inaugurale le 18 décembre 2014 sur le thème de la matière noire,.
Le 10 septembre 2020, elle reçoit la médaille d'or du CNRS, pour ses travaux qui ont mis en lumière l'évolution des structures essentielles de l'Univers.
Le 11 février 2021, elle reçoit le Prix L'Oréal-Unesco pour les femmes et la science.

## Travaux
Les travaux de Françoise Combes portent essentiellement sur la physique galactique, c'est-à-dire sur la formation, l'évolution et la composition des galaxies dans un contexte cosmologique. Ses recherches s'appuient à la fois sur des observations (astronomie d'observation) et sur des simulations numériques théoriques (astrophysique théorique), et concernent aussi bien les galaxies les plus proches que les plus éloignées de nous. Elle étudie la dynamique des galaxies, leur structure spirale ou barrée, et leurs interactions. Mais elle étudie aussi la composition de leur milieu interstellaire et y a découvert de nombreuses molécules. Avec Tommy Wiklind, elle a découvert les premiers systèmes d'absorptions moléculaires dans l'univers lointain, permettant de déterminer la température du fond cosmologique et la variation des constantes de la physique avec l'âge de l'univers.
Elle s'intéresse également à la matière noire qui constitue plus de 80 % de toute la matière dans l'univers. Elle étudie différents modèles de matière noire, mais aussi l'une des alternatives qu'est la gravité modifiée (théorie MOND). Avec Daniel Pfenniger, elle développe un modèle de structure fractale de la matière noire baryonique encore inconnue sous forme de gaz moléculaire froid. Cette structure fractale expliquerait la stabilité des nuages de gaz et la non-formation d'étoiles.

## Publications et ouvrages
Françoise Combes est l'autrice de nombreuses publications scientifiques et de plusieurs livres. Elle a également participé à quelques ouvrages collectifs tels que Astronomie (Larousse, 1979), La Grande Encyclopédie (Larousse, 1980), Le Dictionnaire des Sciences (Hachette, 1990), Encyclopedia of Astronomy and Astrophysics (Institute of Physics, 2000), Demain la Physique (Odile Jacob, 2009) et Le Ciel à découvert (CNRS Éditions, 2010).
- Galaxies et cosmologie (avec Patrick Boissé, Alain Mazure et Alain Blanchard), Paris, InterÉditions/CNRS Éditions, coll. « Savoirs actuels - Astrophysique », 1991, 448 p. (ISBN 2-7296-0300-X, BNF 35478721).
- (en) The Cold Universe (avec Andrew W. Blain et Bruce T. Draine), vol. 32, Springer Science+Business Media, coll. « Saas-Fee Advanced Course », 2004, 310 p. (ISBN 978-3-540-40838-3, lire en ligne).
- Mystères de la formation des galaxies : vers une nouvelle physique ?, Paris, Dunod, coll. « UniverSciences », 2008, 208 p. (ISBN 978-2-10-049529-0, BNF 41241672).
- La Voie lactée (avec James Lequeux), Les Ulis/Paris, EDP Sciences/CNRS Éditions, coll. « Savoirs actuels - Astrophysique », 2013, 196 p. (ISBN 978-2-7598-0817-5, BNF 43660259).
- La Matière noire dans l'Univers : leçon inaugurale prononcée au Collège de France le 18 décembre 2014, Paris, Collège de France, coll. « Leçons inaugurales » (no 251), 2 novembre 2016, 80 p. (ISBN 978-2-213-68693-6 et 978-2-7226-0425-4, DOI 10.4000/books.cdf.4572, lire en ligne)
- La Matière noire : clé de l'Univers ?, Paris, Vuibert, coll. « Sciences et plus », 2015, 182 p. (ISBN 978-2-311-40080-9, BNF 44399672).
- Le Big Bang, t. 4123, Paris, Que sais-je ?, coll. « Que sais-je ? », 2019, 128 p. (ISBN 978-2-13-080474-1).
- Françoise Combes, Active Galactic Nuclei: fueling and feedback, IOP, décembre 2021 (ISBN 978-0-7503-3033-6 et 978-0-7503-3035-0, présentation en ligne)
- Françoise Combes, Galaxies, ISTE Editor, juillet 2021, 306 p. (ISBN 9781789480122 et 9781789490121, présentation en ligne).
- Françoise Combes, Trous noirs et Quasars, CNRS éditions, coll. « Les Grandes Voix de la recherche », 25 mars 2021, 64 p. (ISBN 9782271135902, lire en ligne).
- Françoise Combes, Active Galactic Nuclei, ISTE Editor, novembre 2022, 320 p. (ISBN 9781789450873, présentation en ligne)
- Françoise Combes, Petite Histoire de la cosmologie, CNRS Éditions, coll. « Biblis », avril 2025, 160 p. (ISBN 978-2271151636).

## Décorations
- Commandeure de la Légion d'honneur en 2025 (officière en 2015, chevalière en 2006)[9].
- Commandeure de l'ordre national du Mérite en 2019[14] (officier en 2009).

## Distinctions
Françoise Combes a reçu de nombreuses distinctions, :
- Prix de physique IBM (1986)
- Prix Petit d'Ormoy, Carrière, Thébault de l'Académie des sciences (1993)
- Médaille d'argent du CNRS (2001)[15]
- Membre de l'Académie des sciences (2004)
- Prix Tycho Brahe (en) de la Société européenne d'astronomie (2009)
- Membre de l'Academia Europaea (2009)
- ERC Advanced Grant du Conseil européen de la recherche (2010)
- Prix des trois physiciens de l'ENS (2012)
- Honorary Fellow de la Société royale d'astronomie du Royaume-Uni (2013)
- Petrie Prize Lecture (en) de la Société canadienne d'astronomie (2013)
- Membre d'honneur de la Société française d'astronomie et d'astrophysique (2015)
- Membre d'honneur de l'Union américaine d'astronomie (2017)
- Prix Jules-Janssen (2017) de la Société astronomique de France (SAF)[16]
- Prix Lise Meitner de l'université de technologie Chalmers à Göteborg (2017)[17]
- Le 15 septembre 2017, la Cité scolaire de la Réussite de Montpellier prend le nom de Cité scolaire Françoise Combes[18]
- Médaille d'or du CNRS (2020)[19]
- Prix L'Oréal-Unesco pour les femmes et la science (2021)[20]
- 2022 : Kylafis Lecturer[21]
- 2022 : Jansky Lecturer[22]
- 2023 : Oort lecture prize[23]
- 2023 : Elected international member of the US Academy of Sciences (NAS)[24]